# Giovanni Battista Pigato
Giovanni Battista Pigato (Mason Vicentino, 20 luglio 1910 – Como, 3 maggio 1976) è stato un religioso e poeta italiano, ricordato soprattutto come autore di componimenti poetici in lingua latina.

## Biografia
Giovanni Battista Pigato nacque nella frazione Villaraspa di Mason ed entrò ancora adolescente nella Congregazione dei Padri Somaschi con professione solenne nel 1927, venendo ordinato sacerdote nel 1933. Si laureò in Lettere all'Università Cattolica di Milano e in Filosofia all'Università degli Studi di Genova nel dopoguerra, essendo stato cappellano militare in Albania e in URSS durante la seconda guerra mondiale, all'interno del corpo degli Alpini.
Fu insegnante di lingue classiche nei licei classici di vari istituti scolastici retti dai Somaschi (Genova, Rapallo, Como, Corbetta); insegnò anche Lingua latina all'Università Cattolica di Milano. La sua conoscenza della lingua latina era notevole ed in quel campo si distinse anche come poeta. Partecipò varie volte al Certamen poeticum Hoeufftianum di Amsterdam vincendo la medaglia d'oro nel 1952 (col carme Nox Pompeiana) e la gran lode nel 1953 (Ludi), nel 1954 (Epistola ad discipulum), nel 1955 (Lapurdum), nel 1956 (Lucretius) e nel 1959 (Pax in bello). Tale medaglia venne venduta dallo stesso pigato ed il ricavato derivato venne destinato agli alluvionati del Polesine.
Morì a Como il 3 maggio 1976 e le sue esequie vennero celebrate dal vescovo Teresio Ferraroni. La sua salma riposa attualmente nel cimitero della Valletta di Somasca, frazione di Vercurago, presso la sede della sua congregazione sacerdotale.